# جمال ویلکس
جمال عبداللطیف (زاده ۲ می ۱۹۵۳ در برکلی، کالیفرنیا با نام جکسون کیث ویلکس)، با نام شناخته تر جمال ویلکس با لقب ابریشم "Silk"، بازیکن بسکتبال بازنشسته در پست اسمال فوروارد که چهار قهرمانی با گلدن استیت واریرز و لس آنجلس لیکرز بدست آورده‌است. ۳ بار حضور در آل استار و برترین روکی سال ۱۹۷۵ از دیگر افتخارات اوست. شماره ۵۲ او توسط لیکرز و یوسی‌ال‌ای بازنشسته شده‌است. او در سال ۱۹۷۵ مسلمان شد و نام خود را به جمال عبداللطیف تغییر داد اما در سازمان‌های عمومی فقط از نام خانوادگی خود یعنی ویلکس استفاده می‌کرد.

## وضعیت و آمار
او با قد ۱٫۹۸ متر در پست پاورفوروارد بازی می‌کرد و میانگین ۱۷٫۷ امتیاز و ۶٫۲ ریباند و ۲٫۵ اسیست در کارنامه دوران بازی او در NBA ثبت شده‌است.

## دوران حرفه ای

### گلدن استیت واریرز (۱۹۷۴–۱۹۷۷)
او در دانشگاه برای یوسی‌ال‌ای بازی می‌کرد و سپس در درفت ۱۹۷۴ توسط گلدن اسیست واریرز در پیک یازدهم انتخاب شد. در اولین فصل حضورش در NBA با واریرز قهرمان شد و جایزه بهترین روکی ۱۹۷۵ را کسب کرد. بهترین فصل او برای ریباند، دومین سال بازی در واریرز بود که ۸٫۸ ریباند در هر بازی بدست آورد.

### حضور در لس آنجلس (۱۹۷۷–۱۹۸۵)
پس از سه فصل حضور در واریرز، به لس آنجلس آمد و ۸ فصل برای لیکرز و ۱ فصل آخر خود را برای کلیپرز بازی کرد. در این ۸ فصل بازی برای لیکرز سه قهرمانی در سال‌های ۱۹۸۰، ۱۹۸۲ و ۱۹۸۵ به دست آورد. بهترین میانگین امتیازی او در لیکرز رقم خورد که ۲۲٫۶ امتیاز در هر بازی گرفت. در آخرین فصل بازیکنی اش برای کلیپرز به میدان رفت و سرانجام در ۱۹۸۶ از بسکتبال خداحافظی کرد. لیکرز جرزی #۵۲ او را برای همیشه بازنشسته کرد.

## افتخارات
- ۴ بار قهرمانی
- ۳ بار حضور در آل استار
- ۲ بار حضور در تیم دوم منتخب دفاعی فصل
- بهترین روکی سال ۱۹۷۵
- حضور در تیم منتخب روکی‌های ۱۹۷۵
- شماره ۵۲ او در UCLA[۵] و لیکرز[۶] بازنشسته شد
- ۲ بار قهرمانی در مسابقات دانشگاهی